# Victoria Cricket Club
Der Victoria Cricket Club war ein uruguayischer Sportverein aus Montevideo.
Der Verein, der ausschließlich zur Ausübung des Cricket-Sports diente, wurde 1842 gegründet. Am 29. Oktober 1842 erschien im The Britannia and Montevideo Reporter ein Aufruf zur Generalversammlung der Mitglieder am 31. Oktober 1842 im Hotel Claypoles. Erstes Zeugnis der sportlichen Aktivitäten des Vereins ist eine Nachricht in jener Zeitung vom 3. Dezember 1842, in der die Mitglieder zum Erscheinen am Tag des Sports am 8. Dezember 1842 aufgefordert wurden. Der Name des Vereins geht dabei entweder auf die Königin Victoria zurück oder aber nahm schlicht auf die Lage des Sportplatzes in Pueblo Victoria Bezug.
Die sportlichen Aktivitäten wurde dabei außerhalb der Stadtmauern ausgeübt. Gründungsmitglieder waren viele aus Argentinien vertriebene, sich in Montevideo ansiedelnde europäische (insbesondere britische) Immigranten. Er wird als der älteste Sportclub des Landes bezeichnet und ist unmittelbarer Vorgängerverein des 1861 gegründeten Montevideo Cricket Club. Der Victoria Cricket Club hörte jedoch bedingt durch die Bürgerkriegswirren des 1851 endenden Guerra Grande auf zu existieren, da ein Verlassen der Stadtmauern zur Ausübung des Sports in dieser Zeit nicht möglich war.